# Атрощенко Василь Іванович
Васи́ль Іва́нович Атро́щенко (3 (16) липня 1906 , Юзівка, Катеринославська губернія  — 16 червня 1991 , Харків ) — український хімік-технолог, педагог. Доктор технічних наук (1945), професор (1945), академік АН УРСР (обрано 17 березня 1972 року). Герой Соціалістичної Праці (1971), Заслужений діяч науки УРСР (1958).

## Біографія

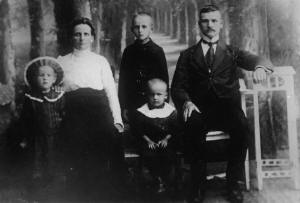
З батьками та молодшими братом і сестрою

### Дитинство та юність
Батьки Василя Атрощенка переїхали на Донбас із села Плотки на Смоленщині. Майбутній учений народився в селищі Ново-Смолянинівської копалини поблизу Юзівки (нині Донецьк). Після його народження сім'я поповнилася ще братом і сестрою. 1920 року від тифу померла мати Василя. 14-річному хлопцеві, який уже працював учнем у механічних майстернях, довелося допомагати батькові у вихованні молодших брата та сестри. Труднощі змусили сім'ю переїхати на Смоленщину до родичів, де Василь навчився столярній справі. Через три роки він із батьком повернувся на Донбас. 1923 року Василь став працювати столяром на відновленні азотного заводу в Юзівці.
1924 року Атрощенко став членом комсомольської організації, вів активну роботу: читав лекції для молоді про міжнародне становище, про планетні системи, був редактором заводської газети. 1926 року Василя Атрощенка як одного з лідерів комсомольської організації прийняли до лав Комуністичної партії.
Від 1926 року Василь Іванович навчався на вечірніх дворічних професійно-технічних курсах майстрів азотної та коксохімічної промисловості. Після закінчення курсів його з посади столяра перевели на посаду лаборанта в центральну лабораторію азотно-хімічного заводу. Тоді ж юнака обрали членом заводського профспілкового комітету, де він керував роботою серед молоді.

### Одеса (1928—1935)

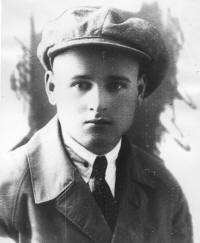
Студент Василь Атрощенко

1928 року за рекомендацією заводського комітету молодого працівника направили на навчання в Одеський вищий технікум загальної прикладної хімії. Уже при вступі Атрощенко здобув перший досвід у відстоюванні своїх поглядів. Він успішно склав усі іспити, залишалася тільки хімія. Він її любив, добре знав, та й питання випало улюблене: азот. Відповідав енергійно, захоплено, ілюстрував записами реакції. Але екзаменатор обірвав його, обізвав фантазером, вигадником, який не знає хімії, й поставив «двійку». Атрощенко наполягав на своєму, тож юнакові дозволили перескладати екзамен авторитетній комісії, яка дійшла висновку, що абітурієнт знає хімію на «відмінно». А щодо першого екзаменатора — з'ясувалося, що він був фахівцем із дріжджів.
1929 року технікум реорганізували: на його базі створили Одеський хіміко-технологічний інститут (нині Одеський національний політехнічний університет) і Одеський харчовий інститут (нині Одеська державна академія холоду). Василь продовжив навчання в Одеському хіміко-технологічнному інституті.
Навчатися в інституті робочому хлопцеві з 6-річною загальною освітою спершу було дуже важко. Але завдяки настирливій праці та власним здібностям він перебував у авангарді, як у навчанні, так і в громадському житті інституту. Під час навчання Атрощенко виявив інженерні здібності та потяг до науково-дослідної роботи.
Ще студентом першого курсу на виробничій практиці в цеху виробництва сірчистого натрію Костянтинівського хімічного заводу Василь Атрощенко організував контроль виробництва таким чином, що зменшився коефіцієнт витрат сульфату натрію та вугілля. 1963 року Василь Іванович так згадував ці дні:
| «Експериментувати я почав ще в студентські роки, коли відбував практику на Костянтинівському хімзаводі. Там мені запропонували тимчасову посаду начальника одного з цехів. Завод одержав у той час нову сировину. Мене, новоспеченого начальника цеху, головний інженер запитав, чи можна її використовувати. Я, не довго думаючи, сказав, що сировина годиться. І от, замість того, щоб випробувати її на одному з агрегатів, завантажив нею всі печі. Через півгодини з них почало вибухати полум’я, повибивало заслінки. Запалахкотіло над покрівлею. Викликали пожежників. …Не спав я тієї ночі, шукав помилку… і знайшов. Один із десяти аналізів не зробив, не врахував нового органічного з’єднання. Вранці доповів головному інженерові про свою помилку і вніс пропозицію завантажувати печі сумішшю старої й нової шихти. Мені повірили. Вибухів більше не було. Навпаки, різко зріс виробіток цеху, а мене запросили на постійну роботу. Лише тепер керівники заводу дізналися, що я першокурсник, а не випускник…». |
1931 року Атрощенко закінчив Одеський хіміко-технологічний інститут. Василя Івановича залишили для роботи на кафедрі мінеральної технології як аспіранта, а потім асистента. 1932 року він опублікував першу наукову працю — «Установка для одержання окислів азоту при баштових системах виробництва сірчаної кислоти». Пропозиції автора потім було впроваджено в хімічну промисловість.
1932 року Василь Іванович став деканом технологічного факультету Одеського хіміко-технологічного інституту. Одночасно він продовжував наукові дослідження.

### Харків (1935—1941)
1935 року, за рекомендацією професора Івана Євграфовича Ададурова, Василя Івановича перевели для роботи у Харківський хіміко-технологічний інститут. До 1937 року він працював асистентом кафедри технології неорганічних речовин. 1937 року він успішно захистив кандидатську дисертацію «Кінетика абсорбції оксидів азоту розчинами лугів» і став доцентом кафедри. 1938 року його призначили завідувачем кафедри технології неорганічних речовин.

### Чирчик (1941—1944)

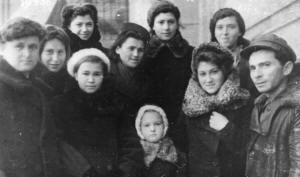
Зі співробітниками кафедри в Чирчику

1941 року, коли почалася війна, Харківський хіміко-технологічний інститут і його кафедри за ухвалою уряду переїхали в Узбекистан — у місто Чирчик, де функціонував Чирчикський електрохімічний комбінат. Кафедра під науковим керівництвом Атрощенка енергійно включилась у роботу колективу електрохімічного комбінату, який тоді нарощував виробництво оборонної продукції, розширював і реконструював виробничі потужності.
На засіданні технічної ради комбінату було прийнято пропозиція кафедри технології неорганічних речовин про збільшення випуску азотної кислоти — сировини для виробництва вибухових речовин. Колектив співробітників Харківського хіміко-технологічного інституту, Державного інституту азотної промисловості (Москва) і Чирчикського електрохімічного комбінату під керівництвом Атрощенка розробив метод очистки електролітичного кисню від лугового туману і впровадив його у виробництво азотної кислоти, що дозволило інтенсифікувати процес. За рахунок цього продуктивність цеху азотної кислоти збільшилась на 30 %, витратні коефіцієнти сировини та електроенергії зменшилися, підвищився рівень концентрації азотної кислоти і зменшились викиди оксидів азоту в атмосферу. Результати цієї роботи дали відчутну практичну допомогу в обороні країни під час війни.
У Чирчику пліч-о-пліч із Василем Атрощенком працювали зі своїми колективами відомі вчені, професори Борис Никанорович Тютюнников, Петро Прохорович Карпухін, Андрій Микитович Сисоєв, Віктор Іванович Конвісар, Абрам Натанович Цейтлін та інші. За плідну працю Василя Івановича Атрощенка та ще 16 співробітників нагородили Почесними грамотами Президії Верховної Ради Узбекистану.
Сам Атрощенко про період евакуації інституту в Чирчику висловився так:
| «Ми не почували себе біженцями, ми були мобілізованими бійцями тилу». |

### Харків (1945—1991)
1944 року хіміко-технологічний інститут, а разом із ним і колектив кафедри технології неорганічних речовин на чолі з Василем Атрощенком, повернулися до Харкова. Треба було все починати спочатку. Організували лабораторію для наукових досліджень і розпочали навчальний процес.
Виконана Атрощенком науково-дослідна робота в Чирчику була відзначена премією імені Дмитра Менделєєва та стала основою докторської дисертації «Деякі шляхи розвитку виробництва азотної кислоти та використання для цієї мети кисню». 1945 року Атрощенко захистив її в Харкові. Після успішного захисту йому присудили учений ступінь доктора технічних наук і надали вчене звання професора.
13 серпня 1946 року наказом Міністра вищої освіти СРСР Сергія Васильовича Кафтанова професора Василя Івановича Атрощенка затвердили заступником директора Харківського хіміко-технологічного інституту імені Сергія Кірова з навчальної та наукової роботи. Відкрилася нова сторінка в діяльності професора Атрощенка на цілих 15 років, оскільки у 1950—1961 роках він працював заступником директора інституту з наукової роботи вже Харківського політехнічного інституту імені Леніна, не залишаючи при цьому і кафедральне керівництво.
Працюючи проректором та завідувачем кафедри, Атрощенко провів велику роботу з розвитку і організації наукових досліджень в інституті, підготовки наукових кадрів, зміцнення зв'язків і творчого дружнього співробітництва з промисловістю, а також створення галузевих і проблемних лабораторій. У цей час на кафедрі було закладено основи наукової школи з кінетики та каталізу процесів зв'язування азоту. Із цієї школи вийшли доктори наук, професори Віктор Іванович Конвісар, Абрам Натанович Цейтлін, В'ячеслав Тихонович Єфимов, Анатолій Петрович Засорін, В'ячеслав Васильович Кутовий, Олексій Васильович Шапка, Володимир Ілліч Тошинський, Микола Федосович Клещов, Григорій Іванович Гринь, Анатолій Сергійович Савенков, Віктор Теофілович Яворський, Олексій Якович Лобойко, Іван Олександрович Слабун, Михайло Іванович Ворожбіян, Г. Л. Звягінцев; кандидати технічних наук, доценти К. Г. Седашова, Микола Олексійович Гавря, З. М. Щедринська, А. Я. Крайняя, І. Є. Коробчанська, Л. В. Конвісар, А. Р. Ястребенецький, І. М. Кисіль, Н. М. Ушакова, Олександр Павлович Юрченко, А. М. Бутенко, В. М. Черкашин, Т. І. Печенко, В. І. Борова, Ігор Іванович Литвиненко, М. Т. Івахненко, В. С. Журавська, В. С. Багдасарян, О. О. Сахаров, Ігор Іванович Гончаров, М. В. Трусов, Павло Анатолійович Козуб, В. В. Казаков, М. В. Кошовець, Володимир Олексійович Панасенко, А. Д. Салєєва та багато інших.

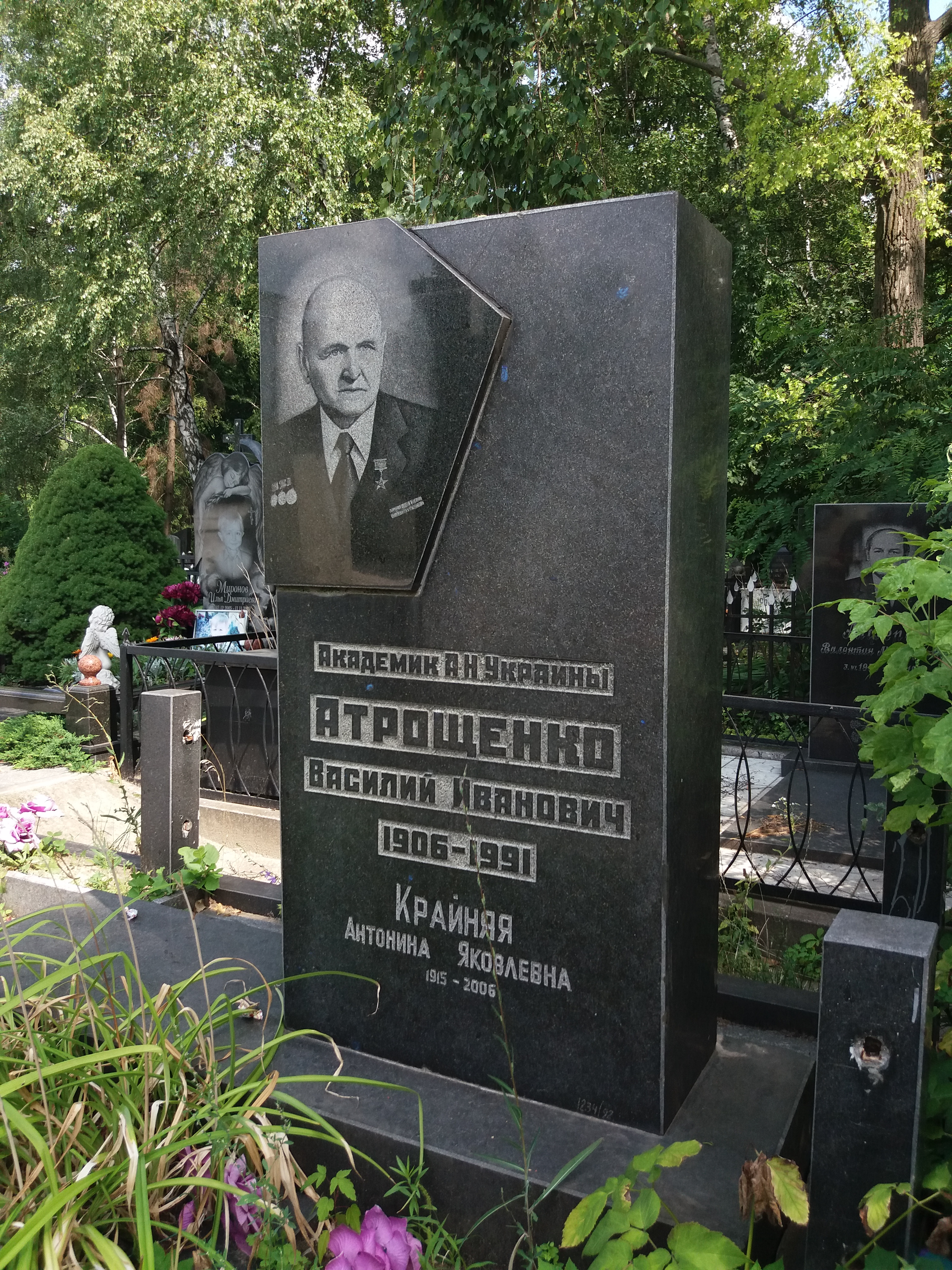
Могила В. І. Атрощенка на 2-му міському кладовищі Харкова

1961 року Василь Іванович за власним бажанням залишає адміністративну посаду проректора Харківського політехнічного інституту з наукової роботи. При цьому він зізнався, що тепер у нього з'явився час, щоб побачити, що «на небі є зірки і сяє місяць». Відтоді він міг набагато більше працювати як вчений, педагог вищої школи, вихователь молоді.
1964 року Атрощенка обрали член-кореспондентом АН УРСР. 1966 року в Харківському Будинку вчених виступав із доповіддю астрофізик, академік АН УРСР Микола Павлович Барабашов. Його запитали про те, від кого з харківських учених треба в наступні роки очікувати великого вкладу в науку. Барабашов відповів: «Від багатьох. А якщо казати про конкретну людину, пропоную журналістам придивитися до професора Харківського політехнічного інституту Атрощенка. Це на сьогодні вчений, який бачить набагато вперед на кораблі харківської прикладної науки». «Але ж йому вже 60», — почулося із залу. «Та він працює за сімох молодих, — усміхнувся Барабашов, — згадаєте мої слова: ви ще не раз писатимете про його наукове довголіття».
Помер Василь Іванович 16 червня 1991 року в Харкові. Похований на міському кладовищі № 2.

## Педагогічна діяльність
За роки роботи на посаді завідувача кафедри Атрощенко підготував понад 2000 інженерів і наукових працівників, зокрема 95 спеціалістів для зарубіжних країн. Серед його учнів понад 60 кандидатів і 15 докторів наук. Під його науковим керівництвом здобули науковий ступінь кандидата наук інженери із Болгарії, В'єтнаму, Індії, Чехословаччини, Кореї.
Багато його учнів стали вченими, керівниками наукових закладів, організаторами хімічної промисловості. Василь Іванович мав рідкісний талант відкривати у людях творчі здібності. Його як одного із найталановитіших учених запрошували виступати з лекціями у вищі навчальні заклади СРСР: Київський, Одеський, Мінський, Тбіліський, Львівський, Пермський, Ташкентський політехнічні, Московський, Івановський хіміко-технологічні інститути.
Згадує професор Світлана Василівна Свергузова (Бєлгородський технологічний університет), випускниця Харківського політехнічного інституту 1974 року:
| «На лекціях Василя Івановича завжди була 100-відсоткова явка. Пропустити його заняття вважалося святотатством. Що й казати: його лекції ми слухали, затамувавши подих, відкривши роти. Адже перед нами була людина-легенда, засновник і класик вітчизняної азотної промисловості. Лекційний матеріал Василь Іванович практично завжди супроводжував прикладами зі своєї багатої виробничої практики». |

## Наукова діяльність
Атрощенко зробив вагомий внесок у розвиток технологій зв'язаного азоту, зокрема технології виробництва азотної кислоти.
Основний напрямок наукових робіт — вивчення кінетики хімічних процесів, зокрема каталітичних.
Важливими є дослідження таких проблем:
- окислення аміаку контактним методом;
- каталітичне окислення суміші аміаку й метану;
- зменшення втрат платиноїдних каталізаторів у виробництві азотної та синильної кислот;
- адсорбція оксидів азоту розчинами лугів, азотною кислотою;
- водна адсорбція для одержання азотної кислоти під атмосферним і підвищеним тиском;
- вплив технологічних чинників на швидкість хімічних процесів;
- теоретичні основи хімічної технології:
  - масоперенос,
  - оптимізація технологічного режиму,
  - моделювання хіміко-технологічних процесів,
  - конструювання контактних і адсорбційних апаратів.

### Основні публікації
- Производство азотной кислоты. — Харьков, 1938.
- Некоторые пути развития производства азотной кислоты и использование для этой цели кислорода. — Харьков, 1945.
- Технология азотной кислоты. — Харьков, 1955.
- Кинетика гетерогенно-каталитических процессов, протекающих под давлением. — Харьков, 1974.
- Методы расчётов по технологии связанного азота. — К., 1978.

#### У співавторстві
- Катализаторы в азотной промышленности. — К., 1983.
- Технология связанного азота. — К., 1985.

Список наукових праць В. І. Атрощенка
Список авторських свідоцтв та патентів В. І. Атрощенка

## Громадська діяльність
Багатогранною була і громадська діяльність професора Атрощенка. Він був активним членом багатьох товариств, наукових рад, редколегій журналів.
Багато років Василь Іванович працював заступником голови, а потім і головою Харківського обласного відділення Всесоюзного хімічного товариства імені Дмитра Менделєєва, одночасно він був членом центрального і республіканського правлінь цієї організації. За цю роботу його обрали почесним членом цього товариства.
Атрощенка обирали членом центральної ради Науково-технічного товариства СРСР, обласного правління товариства «Знання», заступником голови техніко-економічної ради Харківського раднаргоспу, головою секції хімічної технології Харківського наукового центру АН УРСР, членом обласного комітету захисту миру.
Практично упродовж 25 років Атрощенко обирався депутатом районної і міської рад.
Багато уваги Василь Іванович приділяв виконанню обов'язків голови правління Харківського відділення товариства радянсько-французької дружби.
1973 року Атрощенко був учасником Всесоюзної наради працівників вищої освіти у Кремлі. Того ж року він брав участь у Всесвітньому конгресі миролюбних сил у Москві, де зустрічався з письменником Борисом Полевим і першою жінкою-космонавтом Валентиною Терешковою-Ніколаєвою.

## Премії та нагороди
- 1971 — Герой Соціалістичної Праці
- 1969 — Державна премія СРСР у галузі науки й техніки.
- 1976 — Премія імені Лева Писаржевського АН УРСР за цикл робіт у галузі промислового гетерогенного каталізу.
- Нагороджений:
  - двома орденами Леніна;
  - орденом Трудового Червоного Прапора;
  - орденом Дружби народів;
  - медалями «За трудову відзнаку», «За доблесну працю у Великій Вітчизняній війні 1941—1945 рр.» та ін.

## Пам'ять
Пам'ятна дошка всесвітньо відомому науковцю  встановлена на стіні Технічного корпусу університету у 1993 р.
2000 року на базі кафедри хімічної технології неорганічних речовин, каталізу та екології Національного технічного університету «Харківський політехнічний інститут» створено Молодіжний науково-технічний центр імені Василя Атрощенка. Мета центру — залучення школярів до наукової діяльності, поглиблення підготовки майбутніх абітурієнтів у галузі хімії та хімічної технології.